# V znamenju sidra
V znamenju sidra (tudi V znaku sidra, češko Znamení kotvy) je češkoslovaški črno-beli psihološki romantično-dramski film iz leta 1947, ki ga je režiral František Čap in zanj napisal tudi scenarij skupaj z Janom Drdo in Frankom Tetauerjem. V glavnih vlogah nastopajo Hana Vítová, Zdeňka Baldová in Vlasta Fabianová. Umetniško režijo filma je vodil Štěpán Kopecký.
Primerno je bil prikazan 31. oktobra 1947 v čeških kinematografih. Film se spogleduje z elementi francoskega realizma tridesetih let in nemškega ekspresionizma s postavitvijo dodajanja v temne uličice pristaniškega mesta, zločinom iluzionista in napetim dogajanjem. Čap je zanj prejel častno češko državno priznanje za filmsko režijo.

## Vloge
- Hana Vítová kot Pavla Marková / Miss Camilla
- Zdeňka Baldová kot Pavlina mati
- Vlasta Fabianová kot prostitutka Černá Fanka
- Eduard Kohout kot maestro Lascari
- Zdeněk Štěpánek kot kapitan Troska
- Július Pántik kot krmar Franta Hojdar
- Ladislav H. Struna kot krmar Hojdar
- Jarmila Smejkalová kot šivilja Růža
- Vladimír Salač kot pomočnik Lojza Brůha
- Josef Maršálek kot Toník Truneček
- Jan W. Speerger kot čolnar
- Jaroslav Zrotal kot Vojta
- Karel Effa kot pomočnik Pobříslo
- Ota Motyčka kot gostilničar Krůta
- František Dibarbora kot carinik